# École nationale d'administration et de magistrature (République centrafricaine)
Pour les articles homonymes, voir École nationale d'administration et de magistrature.
L'École nationale d'administration et de magistrature (ENAM) de la République centrafricaine est un établissement d’enseignement supérieur et une institution publique chargée de la formation et du perfectionnement des cadres de l’administration publique centrafricaine, dont les magistrats et les auxiliaires de justice.

## Historique
L’école est fondée le 28 décembre 1962, en tant qu’École nationale d'administration, est renommée École nationale d'administration et de la magistrature en 1979

## Formation
Elle assure la formation et le perfectionnement des cadres de l’administration publique centrafricaine, dont les magistrats et les auxiliaires de justice.

## Filières
- Administration générale ;
- Magistrature;
  - élève-magistrats
  - élève-greffiers
- Formations pénitentiaires 
  - Gardiens de prisons, programme soutenu par le gouvernement américain